# Andelot-en-Montagne
Andelot-en-Montagne ist eine französische Gemeinde im Département Jura in der Region Bourgogne-Franche-Comté.

## Geographie
Andelot-en-Montagne liegt auf 606 m ü. M., etwa zwölf Kilometer nördlich der Stadt Champagnole (Luftlinie). Das Haufendorf erstreckt sich im Jura, auf dem Plateau des Angillon im Quellgebiet des Bief d’Andelot, zwischen den Höhenrücken der Forêt des Moidons im Westen und der Forêt de la Joux im Osten.
Die Fläche des 12,48 km² großen Gemeindegebiets umfasst einen Abschnitt des französischen Juras. Der Hauptteil des Gebietes wird von einem Plateau eingenommen, das durchschnittlich auf 620 m ü. M. liegt und überwiegend von Acker- und Wiesland bestanden ist. Entwässert wird das Gebiet durch den Bief d’Andelot, der durch eine breite, teils vermoorte Talaue südwärts zum Angillon (Zufluss des Ain) fließt. Nach Westen erstreckt sich das Gemeindeareal in das ausgedehnte Waldgebiet des Bois de Monthauthier et Creux de Fer. Auf einem Höhenrücken dieses Waldes wird mit 748 m ü. M. die höchste Erhebung von Andelot-en-Montagne erreicht.
Zu Andelot-en-Montagne gehören der Ortsteil Andelot-Dessous (603 m ü. M.) südwestlich des Dorfes sowie einige Einzelhöfe. Nachbargemeinden von Andelot-en-Montagne sind Aresches und Lemuy im Norden, Montmarlon und Supt im Osten, Chapois und Vers-en-Montagne im Süden sowie Valempoulières und Pont-d’Héry im Westen.

## Geschichte
Erstmals urkundlich erwähnt wird Andelot im Jahr 1269. Im Mittelalter bildete der Ort eine eigene Herrschaft. Zusammen mit der Franche-Comté gelangte Andelot mit dem Frieden von Nimwegen 1678 an Frankreich.

## Sehenswürdigkeiten
Die ursprünglich aus dem 14. Jahrhundert stammende Pfarrkirche von Andelot-en-Montagne wurde im 19. Jahrhundert restauriert.

## Bevölkerung
| Jahr                       | 1962 | 1968 | 1975 | 1982 | 1990 | 1999 | 2006 | 2018 |
| -------------------------- | ---- | ---- | ---- | ---- | ---- | ---- | ---- | ---- |
| Einwohner                  | 643  | 605  | 548  | 555  | 561  | 548  | 548  | 512  |
| Quellen: Cassini und INSEE |      |      |      |      |      |      |      |      |

Mit 573 Einwohnern (Stand 1. Januar 2022) gehört Andelot-en-Montagne zu den kleinen Gemeinden des Départements Jura. Nachdem die Einwohnerzahl in der ersten Hälfte des 20. Jahrhunderts deutlich abgenommen hatte (1901 wurden noch 813 Personen gezählt), wurden seit Mitte der 1970er Jahre nur noch geringe Schwankungen verzeichnet.

## Wirtschaft und Infrastruktur
Andelot-en-Montagne war bis weit ins 20. Jahrhundert hinein ein vorwiegend durch die Landwirtschaft und die Forstwirtschaft geprägtes Dorf. Daneben gibt es heute einige Betriebe des lokalen Kleingewerbes, hauptsächlich der Holzverarbeitung und des Einzelhandels. Mittlerweile hat sich das Dorf auch zu einer Wohngemeinde gewandelt. Viele Erwerbstätige sind Wegpendler, die in den größeren Ortschaften der Umgebung ihrer Arbeit nachgehen.
Die Ortschaft ist verkehrstechnisch gut erschlossen. Sie liegt nahe der Hauptstraße D467, die von Champagnole nach Salins-les-Bains führt. Weitere Straßenverbindungen bestehen mit Censeau, Chapois und Lemuy. Andelot-en-Montagne besitzt einen Bahnhof an der Eisenbahnlinie von Dijon via Frasne nach Lausanne. Hier befindet sich auch die Abzweigung der Nebenlinie via Champagnole nach Morez und Saint-Claude.